# Valentin Nilsson
Valentin Nilsson, död i februari 1638, var en svensk ämbetsman och riksdagsman.

## Biografi
Valentin Nilsson var son till vinhandlaren och gästgivaren Nils Persson i Stockholm. Han var riksdagsman för borgarståndet vid riksdagen 1627 och riksdagen 1633. Valentin Nilsson avled 1638 och begravdes 4 mars samma år i Storkyrkan.

### Familj
Valentin Nilsson gifte sig första gången 4 november 1610 med Brita Nilsdotter (död 1627). Hon var dotter till borgmästaren Nils Eriksson och Carin Mårtensdotter i Stockholm.
Valentin Nilsson gifte sig andra gången 1628 med Margareta von der Linde. Hon var dotter till kammarrådet Erik Larsson von der Linde av ätten von der Linde och Vendla Lohrman. De fick tillsammans sonen överstelöjtnanten Erik von Löwenburg (1628–1698). Efter Valentin Nilssons död gifte von der Linde om sig med borgmästaren Hans Neuman i Halmstad.